# 閃鱗蛇
閃鱗蛇（學名：Xenopeltis unicolor）是蛇亞目閃鱗蛇科下的一個無毒蛇種，主要分布於東南亞地區。閃鱗蛇屬於比較原始的蛇種，其特色是擁有在陽光照射下閃耀燦爛的鱗片，因此亦被稱為「日光蛇」。目前未有任何亞種被確認。
其种加词unicolor意为“单色的”。

## 概述
閃鱗蛇的身體可成長至1米左右長，具備地棲性，平時生活於地洞中。頭部扁細，頸部輪廓幼窄，便於在地下穿梭活動。閃鱗蛇最大的特色是其燦爛的蛇鱗，在牠們的鱗片底下有一層薄薄的暗色素，令每片鱗片都能在光線照耀下反射出色彩。閃鱗蛇是一種原始的蛇種，兼有著蚺蛇及蟒蛇的特徵，因此在生物分類學上關於閃鱗蛇的分類定位其實仍在爭議當中。

## 地理分布
閃鱗蛇主要分布於中國（廣東及雲南）、緬甸、安達曼群島、尼科巴群島、越南、寮國、柬埔寨、泰國、馬來西亞、新加坡、檳榔嶼、印尼與及菲律賓。標本產地為「爪哇」。

## 生態
儘管閃鱗蛇是地棲性的蛇種，經常只躲在地底裡，但牠們仍較喜歡生活於空曠的地區，例如林地、花園等。牠們亦常棲息於稻田之中。閃鱗蛇以擠壓獵物令其窒息致死的方式獵食，這一點與蟒蛇類似。
閃鱗蛇的獵食對象相當豐富，既會捕食蛙類、爬蟲動物（包括部分蛇），亦會獵取哺乳類動物。閃鱗蛇在幼蛇階段體型就已經相當成熟，唯一明顯的只是幼蛇時其頭部下方會有一條白色的條紋而已，不過這條斑紋在其出生後一個以內就會消失。另外，閃鱗蛇是卵生動物，雌蛇每次能誕下最多10枚蛇卵。

## 備註
1. 1 2  McDiarmid RW、Campbell JA、Touré T：《Snake Species of the World: A Taxonomic and Geographic Reference, vol. 1》頁511，Herpetologists' League，1999年。ISBN 1-893777-00-6
2. ↑  Mehrtens JM：《Living Snakes of the World in Color》頁480，紐約：Sterling Publishers，1987年。ISBN 0-8069-6460-X
3. ↑  . ITIS.   [1 September 2007].

## 外部連結
- （英文）TIGR爬蟲類資料庫：閃鱗蛇 （页面存档备份，存于）